# Зоологическа градина Скопие
Зоологическата градина Скопие (на македонска литературна норма: Зоолошка градина Скопје) е създадена през 1926 г. от тричленна комисия, ръководена от д-р Станко Караман. При основаването си зоопарка е с площ от 4 ха. Разполага с малък брой животни, които са получени като подарък. С решение на градското събрание през 1965 г. и след гласуването на новия градоустройствен план през 1966 г., се изгражда днешната зоологическа градина. Площта ѝ е разширена на 12 ха. През 2008 г. става член на Европейската асоциация на зоологическите градини. В нея живеят 495 животни от 96 вида, в т.ч. влечуги, птици и бозайници.

## Галерия
- кафява мечка
- щрауси
- хамелеон
- видео на ему
- видео на жирафи
- видео на хипопотами